# Kota Agung (Lampung Barat)
Kota Agung is een bestuurslaag in het regentschap Tanggamus van de provincie Lampung, Indonesië. Kota Agung telt 2775 inwoners (volkstelling 2010).